# Liste portugiesisch-spanischer Städte- und Gemeindepartnerschaften
Diese Liste portugiesisch-spanischer Städte- und Gemeindepartnerschaften führt die Städte- und Gemeindefreundschaften zwischen den Nachbarländern Portugal und Spanien auf.
Seit der ersten Partnerschaft 1959 sind bislang (Stand 2017) 95 Freundschaften zwischen portugiesischen und spanischen Kommunen entstanden. Sie gehen zurück auf gemeinsame historische Geschehnisse oder Namensgebungen, oder auch historische kulturelle Verbindungen, hier zu nennen insbesondere die zahlreichen Partnerschaften zwischen nordportugiesischen Kommunen und galicischen Ortschaften, die auf den gemeinsamen galicisch-portugiesischen Kulturraum zurückgehen, oder auch die Partnerschaften mit dem heute spanischen, ursprünglich portugiesischen Ort Olivença, der weiterhin von Portugal beansprucht wird.

## Liste der Städtepartnerschaften und -freundschaften
| Portugiesischer Ort        | Spanischer Ort                                              | Seit        | Anmerkung                                                               |
| -------------------------- | ----------------------------------------------------------- | ----------- | ----------------------------------------------------------------------- |
| Abrantes                   | Cáceres                                                     | 2005        |                                                                         |
| Águeda                     | Ferrol (Galicien)                                           | 1999        |                                                                         |
| Alandroal                  | Olivença                                                    | 2013        | Kooperationsabkommen                                                    |
| Alfândega da Fé            | Medina de Rioseco                                           | 2005        |                                                                         |
| Arganil                    | Las Torres de Cotillas                                      | 1995        |                                                                         |
| Arruda dos Vinhos          | Moixent (Provinz Valencia)                                  | 1999        |                                                                         |
| Aveiro                     | Ciudad Rodrigo                                              | 1981        |                                                                         |
| Avintes                    | Ponteceso (Galicien)                                        | (ungenannt) |                                                                         |
| Baião                      | Moraña (Galicien)                                           | 2015        |                                                                         |
| Barcelos                   | Pontevedra (Galicien)                                       | 1971        |                                                                         |
| Barrancos                  | Fregenal de la Sierra                                       | 1994        |                                                                         |
| Barrancos                  | Encinasola (Provinz Huelva)                                 | 1999        |                                                                         |
| Batalha                    | Trujillo                                                    | 1992        |                                                                         |
| Braga                      | Astorga                                                     | 2014        | Kooperationsabkommen                                                    |
| Braga                      | Lugo (Galicien)                                             | 2014        | Kooperationsabkommen                                                    |
| Bragança                   | Zamora                                                      | 1984        |                                                                         |
| Bragança                   | La Bañeza                                                   | 2001        | Kooperationsabkommen                                                    |
| Bragança                   | León                                                        | 2006        |                                                                         |
| Cadaval                    | Olivença                                                    | 2007        |                                                                         |
| Caldas da Rainha           | Badajoz                                                     |             | in Anbahnung                                                            |
| Castelo Branco             | Cáceres                                                     | 1993        |                                                                         |
| Castelo Branco             | Plasencia                                                   | 1993        |                                                                         |
| Castelo de Paiva           | Fabero del Bierzo                                           | 2005        |                                                                         |
| Coimbra                    | Salamanca                                                   | 1980        |                                                                         |
| Coimbra                    | Santiago de Compostela                                      | 1988        |                                                                         |
| Coimbra                    | Saragossa                                                   | 2004        |                                                                         |
| Elvas                      | Olivença                                                    | 1993        |                                                                         |
| Elvas                      | Badajoz                                                     | 1993        |                                                                         |
| Estremoz                   | Zafra                                                       | 1988        |                                                                         |
| Faro                       | Huelva                                                      | 1994        |                                                                         |
| Figueira da Foz            | Ciudad Rodrigo                                              | 1989        |                                                                         |
| Fundão                     | Malpartida de Corneja                                       | 2012        |                                                                         |
| Fundão                     | Valle del Jerte                                             | 2014        |                                                                         |
| Fundão                     | Alcántara                                                   | 2005        |                                                                         |
| Góis                       | Oroso (Galicien)                                            | 2015        |                                                                         |
| Gondomar                   | Gondomar (Galicien)                                         | 1981        |                                                                         |
| Guarda                     | Béjar                                                       | 1979        |                                                                         |
| Guimarães                  | Igualada                                                    | 1995        |                                                                         |
| Guimarães                  | Tacoronte (Kanarische Inseln)                               | 1997        |                                                                         |
| Idanha-a-Nova              | Petrés (Provinz Valencia)                                   | 1993        |                                                                         |
| Lagoa                      | Lepe                                                        | 2005        |                                                                         |
| Lagos                      | Palos de la Frontera                                        | 1992        |                                                                         |
| Lagos                      | Lagos (Gemeinde Vélez de Benaudalla)                        | 2007        | Kooperationsabkommen                                                    |
| Lajes do Pico              | Betancuria                                                  | 1993        |                                                                         |
| Lajes do Pico              | Cangas do Morrazo                                           | 2003        |                                                                         |
| Leiria                     | Olivença                                                    | 1984        |                                                                         |
| Lissabon                   | Madrid                                                      | 1979        |                                                                         |
| Loulé                      | Cartaya                                                     | 1997        |                                                                         |
| Lousada                    | Errenteria (Baskenland)                                     | 1997        |                                                                         |
| Mafamude                   | La Pobla de Farnals                                         | 1994        |                                                                         |
| Maia                       | Autonome Gemeinschaft Kastilien und León                    | 1998        | Kooperationsabkommen                                                    |
| Marinha Grande             | San Ildefonso (La Granja) (Provinz Segovia)                 | 2000        |                                                                         |
| Matosinhos                 | Vilagarcía de Arousa (Galicien)                             | 1959        |                                                                         |
| Miranda do Douro           | Aranda de Duero                                             | 1984        |                                                                         |
| Miranda do Douro           | Bimenes                                                     | 1999        |                                                                         |
| Monção                     | Redondela (Galicien)                                        | 1997        |                                                                         |
| Monforte                   | Lácara (Gemeinde Montijo (Badajoz))                         | 1999        |                                                                         |
| Monforte                   | Mancomunidad de las Riberas del Tajo (Gemeinde La Alcarria) | 2000        |                                                                         |
| Moura                      | Aroche                                                      | 1994        |                                                                         |
| Amareleja (Moura)          | Valencia del Mombuey                                        | 2000        |                                                                         |
| Ovar                       | Moraleja                                                    | 1996        |                                                                         |
| Palmela                    | Barcarrota                                                  | 1998        | Kooperationsabkommen                                                    |
| Palmela                    | Xàbia                                                       | 1999        |                                                                         |
| Pedroso                    | Moaña (Galicien)                                            | 1997        |                                                                         |
| Penacova                   | Cistierna (Provinz León)                                    | 2017        |                                                                         |
| Penafiel                   | Peñafiel                                                    | 1985        |                                                                         |
| Ponte de Lima              | Xinzo de Limia (Galicien)                                   | 1984        |                                                                         |
| Portalegre                 | Cáceres                                                     | 2005        |                                                                         |
| Porto                      | Vigo (Galicien)                                             | 1986        |                                                                         |
| Porto                      | Duruelo de la Sierra                                        | 1989        |                                                                         |
| Porto                      | León                                                        | 2001        |                                                                         |
| Sabrosa                    | Getaria                                                     | 1992        |                                                                         |
| Samuel                     | Bienvenida (Provinz Badajoz)                                | 1989        | im Rahmen der European Charter – Villages of Europe                     |
| Santarém                   | Badajoz                                                     | 1986        |                                                                         |
| Santarém                   | Zamora                                                      | 1994        | Kooperationsabkommen zum 850. Jahrestag des Vertrages von Zamora (1143) |
| Santiago do Cacém          | Santiago de Compostela (Galicien)                           | 2007        |                                                                         |
| Santo Tirso                | Celanova (Galicien)                                         | 1992        |                                                                         |
| Santo Tirso                | Alcázar de San Juan                                         | 1997        |                                                                         |
| Sesimbra                   | Altea                                                       | 1991        | im Rahmen der Douzelage                                                 |
| Setúbal                    | Tordesillas                                                 | 1994        |                                                                         |
| Sobrosa                    | Villasobroso (Gemeinde Mondariz, Galicien)                  | 2013        |                                                                         |
| Tarouca                    | Benaguasil                                                  |             | in Anbahnung seit 2000                                                  |
| Tavira                     | San Bartolomé de la Torre                                   | 1996        |                                                                         |
| Tavira                     | Punta Umbría                                                | 2006        |                                                                         |
| Vendas Novas               | Villafranca de los Barros                                   | 2008        |                                                                         |
| Viana do Castelo           | Lugo (Galicien)                                             | 1990        |                                                                         |
| Vila do Bispo              | Santa Fe (Granada)                                          | 2005        |                                                                         |
| Vila do Bispo              | Baiona (Calicien)                                           | 2009        |                                                                         |
| Vila do Conde              | Ferrol (Galicien)                                           | 1973        |                                                                         |
| Vila Nova de Gaia          | Zamora                                                      | 2005        |                                                                         |
| Vila Pouca de Aguiar       | Fabero                                                      | 1995        |                                                                         |
| Vila Real                  | Ourense (Galicien)                                          | 1982        |                                                                         |
| Vila Real                  | Benavente                                                   | 2005        | Kooperationsabkommen                                                    |
| Vila Real de Santo António | Ayamonte                                                    | 1985        |                                                                         |
| Vizela                     | Caldas de Reis (Galicien)                                   | 2013        |                                                                         |